# Kastrierte Philosophen
Kastrierte Philosophen war eine deutsche Independent-Band, die in den 1980er und 1990er  Jahren zahlreiche Musikalben veröffentlichte.

## Bandgeschichte
Gegründet wurde die Band ca. 1983 von Matthias Arfmann und Katrin Achinger. Neben diesen beiden spielten im Lauf der Band-Geschichte verschiedene Musiker sowohl auf den Veröffentlichungen als auch bei Konzerten, so dass insgesamt eher der Eindruck eines Bandprojekts als einer feststehenden Formation entstehen kann. Dieser Eindruck wird durch die große musikalische Bandbreite (Psychedelic Rock, Hip-Hop, Dub, Elektronische Musik) der Band unterstrichen.
Die letzte Veröffentlichung datiert aus dem Jahr 1996. Seitdem  ist Matthias Arfmann im Wesentlichen als Produzent verschiedener Musikinterpreten tätig, es gibt jedoch auch neben den Solo-Alben seiner Ex-Frau Katrin Achinger eigene Veröffentlichungen unter dem Namen Turtle Bay Country Club, wofür er beispielsweise die Kölner Politaktivistin Onejiru gewinnen konnte. 2022 erschien eine Kompilation von 1981 bis 2021, die den internationalen Ansatz der Band aus dem deutschen Pop-Underground unterstrich.

## Diskografie
- Kastrierte Philosophen (Mini-LP) (1983)
- Lens Reflects Fear (Mini-LP) (1984)
- Love Factory (1985)
- Insomnia (1986)
- Between Shootings (1987)
- Tyrants & Poolsharks (1988)
- Kastrierte Philosophen (1988) (Kompilation)
- Nerves (1989)
- Leipzig D.C. (1990)
- Eskimo Summer (1991)
- Souldier (1994)
- Rub Out the World (Mini-LP) (1994)
- Souldier Nonstop (Remix-Album) (1995)
- Where Did Our Love Go (1996)
- Non Stop People (Remix-Album) (1997)
- Jahre (Compilation und 2 neue Lieder) (2022)

Solo-Alben von Katrin Achinger und Matthias Arfmann
- M. Arfmann & The Naked Factory - Inner Ear (1992)
- Katrin Achinger & The Flight Crew - Icaré (1993)
- Katrin Achinger - Jump (Without a Warning) (2002)
- Katrin Achinger - Simple Song (2009, unveröffentlicht)[2]